# ULiège
A Universidade de Lieja (ULiège) ou Universidade de Liège  é uma das principais universidades públicas da Bélgica e tem grande prestígio. Foi fundada em 1817 pelo rei Guilherme I do Reino Unido dos Países Baixos e está situada na cidade de Lieja.

## Faculdades, escolas e institutos
- Faculdade de Filosofia e Letras
- Faculdade de Direito e Ciências Políticas
- Faculdade de Ciências
- Faculdade de Medicina
- Faculdade de Engenharia e Ciências da Computação
- Faculdade de Arquitetura, Engenharia Civil, Planeamento e Urbanismo
- Faculdade de Medicina Veterinária
- Faculdade de Ciências Agronômicas e Engenharia Biológica
- Faculty de Psicologia e Educação
- Escola de Criminologia
- Escola de Administração
- Instituto de Ciências Humanas e Sociais

## Alunos notáveis
- Albert Claude, prêmio nobel da Medicina em 1974
- Joaquín Arderíus, novelista
- Philippe Bodson, engenheiro
- Marie Delcourt, primeira docente do sexo feminino da ULiège
- Paul Demaret, reitor do College of Europe
- Jacques H. Drèze, economista
- Paul Fredericq (1850–1920), historiador
- Jean Gol (1942-1995), advogado, político
- o Grupo µ, colectivo de semióticos
- David Keilin, entomologista
- Auguste Kerckhoffs, linguista and criptógrafo
- Jan Kowalewski, criptologista polaco
- Wincenty Kowalski, comandante militar polonês
- Marc Lacroix, bioquímico
- Joseph Lebeau, estadista
- Jean-Christophe Marine, biólogo
- Jean-Baptiste Nothomb, estadista e diplomata
- Paul Pastur, advogado e político (1866-1938)
- Joseph Plateau (1801-1883), físico
- Georges Poulet, crítico literário
- Guy Quaden, economista, Governador do Banco Nacional da Bélgica
- Jean Rey (1902-1983), político, advogado e ministro da Economia (1954-58)
- Max Rooses, escritor
- Léon Rosenfeld, físico
- Haroun Tazieff, vulcanista francês e geólogo
- André Henri Constant van Hasselt, poeta
- Alfonso Mabilde, engenheiro emigrado para o Brasil
- John Ronald Reuel Tolkien, filólogo e escritor britânico.
- Adalberto Menezes de Oliveira, engenheiro elétrico e professor brasileiro.